# Druhé šance
Druhé šance (v anglickém originále Mulligans) je kanadský hraný film z roku 2008, který režíroval Chip Hale. Film se zabývá problematikou coming outu. V ČR byl snímek uveden v roce 2009 na filmovém festivalu Febiofest. Mulligan v golfové terminologii znamená, když hráč dostane druhou šanci provést určitou akci znovu.

## Hlavní postavy
| Charlie David | Chase Rousseau  |
| Dan Payne     | Nathan Davidson |
| Thea Gill     | Stacey Davidson |
| Derek James   | Tyler Davidson  |

## Děj
Tyler Davidson pozve svého kamaráda z univerzity Chase, aby s ním strávil léto v Prospect Lake, kde mají jeho rodiče letní dům. Davidsonovi přijmou Chase mezi sebe. Tyler a Chas pracují na brigádě ve zdejším golfovém klubu. Tyler chce seznámit Chase s místními dívkami a tak mu Chase řekne, že je gay. Rodina se snaží Chase podporovat a zejména Tylerův otec Nathan s ním začne trávit více času. Nathan si brzy začne uvědomovat své dlouho potlačované city k mužům a přitahuje ho Chase. Sblíží se jednoho dne, kdy celá rodina kromě otce odjede na víkendovou návštěvu babičky. Nathanova manželka Stacey je zanedlouho svědkem toho, jak se Nathan a Chase líbají na golfovém hřišti. Nathan se pokouší udržet svou rodinu pohromadě. Tyler je naštvaný na Chase a odmítá se s ním vidět. Chase se odstěhuje k sousedům a poté odjíždí. Před odjezdem se s Tylerem usmíří. Nathan se nakonec rozhodne odjet z letního domu, aby o samotě přehodnotil svůj život.